# 天堡城
天堡城位于南京太平门外紫金山西峰，海拔267米，紫金山天文台附近，是太平天国时期修筑的一个军事要塞。1853年太平天国建都南京后，分别在紫金山西峰上下用巨石修筑了天堡城和地堡城两座坚固的堡垒，上下呼应。位于山上的天堡城可以俯瞰全城，并可以控制东北、东南两个方向的尧化门、麒麟门、上坊门，一直是太平天国生死攸关的战略要地。1864年2月26日，湘军攻陷天堡城后，才得以轰开太平门城墙，攻陷南京。1911年辛亥革命期间，浙军也是先攻陷天堡城才得以光复南京。
天堡城南北长37米，东西宽62米，现存西、南、东三面。1956年，天堡城被列为江苏省文物保护单位。可以从山脚乘坐缆车到达。